# 德米特里二世 (喬治亞)
德米特里二世（დემეტრე II，1259年—1289年）是一位喬治亞國王，大衛七世之子，1270年至1289年在位。

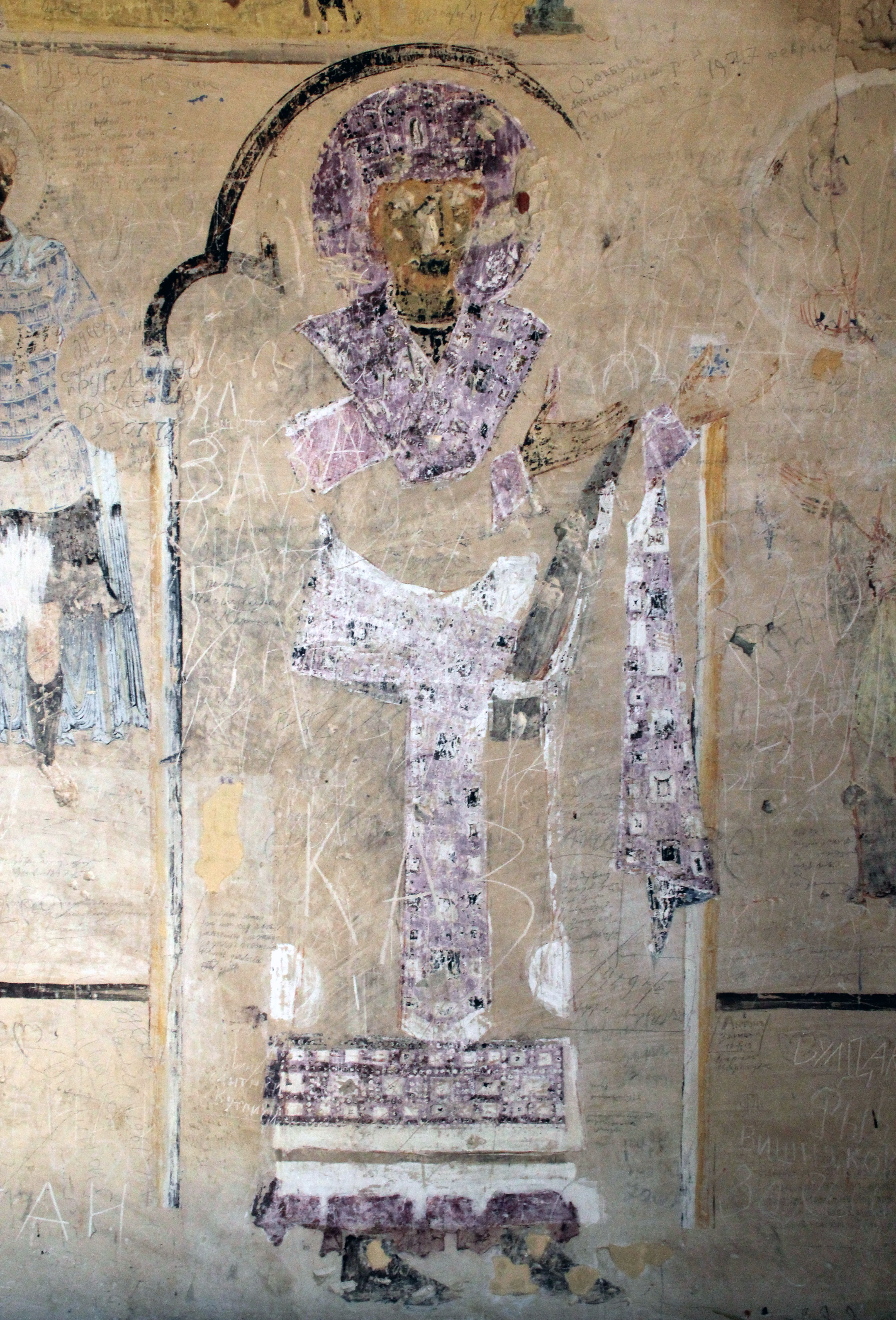
德米特里二世

德米特里二世在父親去世後即位。他僅統治喬治亞的東半部，西半部為其堂叔大衛六世所控制。喬治亞作為伊兒汗國的附庸國參與了第二次霍姆斯戰役，最被馬木留克蘇丹國打敗。德米特里二世女婿不花陰謀廢立伊兒汗國君主阿魯渾，密謀泄露，被殺。德米特里二世被牽涉，被懷疑參與了陰謀，被命令騎馬前往首都，以免阿魯渾威脅揮軍入侵喬治亞。雖然大臣都勸阻，德米特里二世還是前往大汗的住所赴死，被囚禁在那裡直至1289年3月12日，他在莫瓦坎被斬首。德米特里二世被安葬在格魯吉亞的姆茨赫塔，並被格魯吉亞東正教會冊封為聖人。在1289年去世，大衛六世之子瓦赫坦二世繼位。

## 家庭
德米特里二世共結婚三次。他的第一任妻子是特拉比松皇帝曼努埃爾一世的一個女兒，他們的子女包含大衛八世以及瓦赫坦三世。他的第二任妻子是一位名為索爾格哈（Solghar）的蒙古人。他的第三任妻子是貴族貝卡一世·賈奎里的女兒娜提拉（Natela），他們的兒子是吉奧爾基五世。